# زيفان (مناخة)

تعديل مصدري - تعديل

زيفان هي إحدى قرى عزلة بني خطاب بمديرية مناخة التابعة لمحافظة صنعاء، بلغ تعداد سكانها 173 نسمة حسب تعداد اليمن لعام 2004.